# St. Peter und Paul (Altenhohenau)

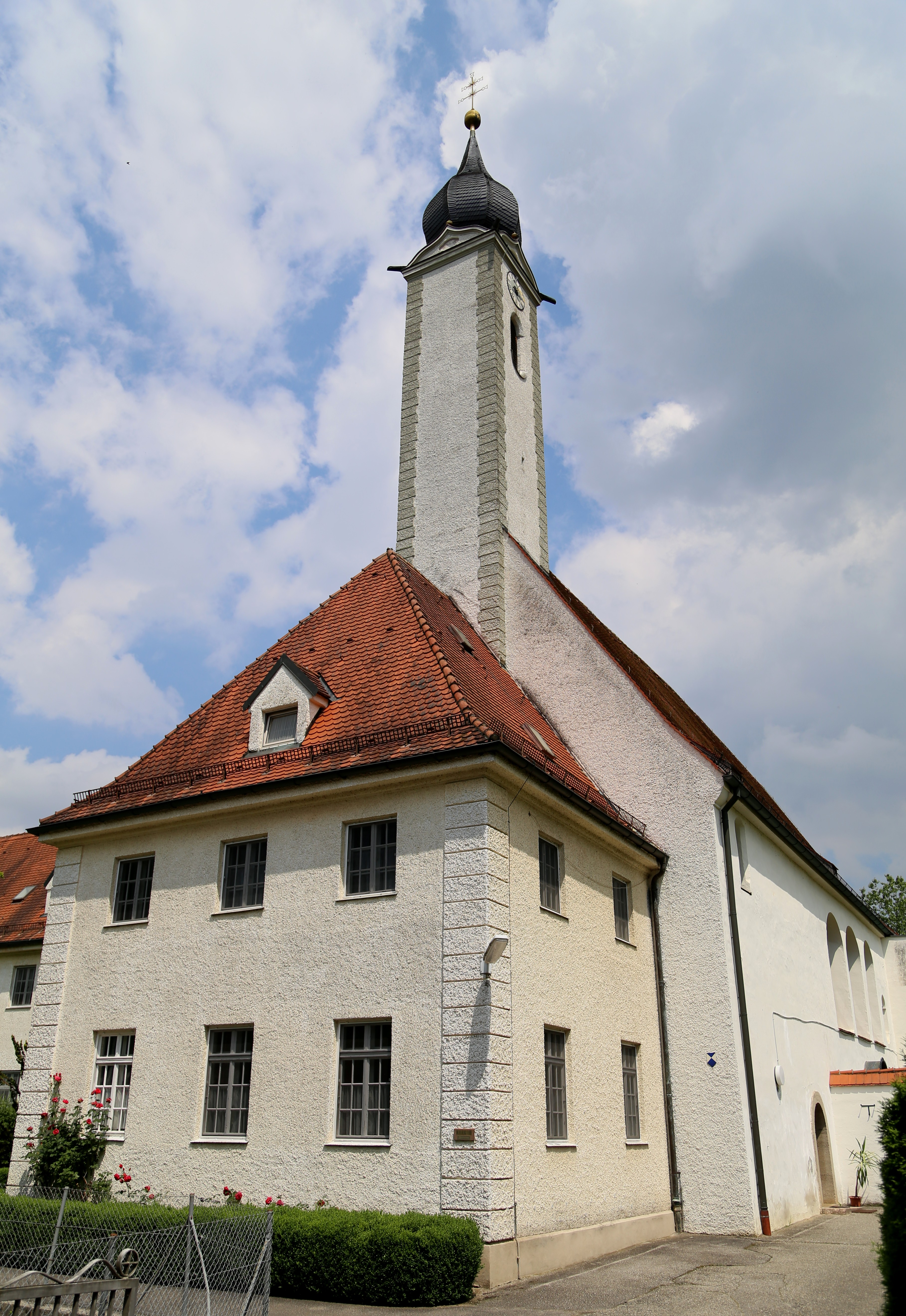
Klosterkirche Altenhohenau

Die katholische Filialkirche St. Peter und Paul wurde im 13. Jahrhundert als Kirche des Dominikanerinnenklosters Altenhohenau, heute ein Ortsteil der Gemeinde Griesstätt im Landkreis Rosenheim in Bayern, errichtet. Im 17. Jahrhundert wurde die Kirche im Stil des Barock umgebaut und in den 1760er Jahren mit Fresken von Matthäus Günther und Skulpturen von Ignaz Günther im Stil des Rokoko ausgestaltet. Die den Aposteln Petrus und Paulus geweihte Kirche gehört zu den geschützten Baudenkmälern in Bayern.

## Geschichte
Die erste Kirche des 1235 von Graf Konrad von Wasserburg gegründeten Dominikanerinnenklosters wurde 1239 geweiht. Von diesem romanischen Kirchenbau sind noch die Mauern der Apsis und des Chors erhalten. In den Jahren von 1660 bis 1680 wurde die Kirche grundlegend umgebaut, die Chorfenster wurden vergrößert, das Kirchenschiff eingewölbt und der Nonnenchor mit einer Holzdecke versehen. In den Jahren 1761 bis 1774 erhielt der Innenraum seine heutige Ausstattung.

## Architektur

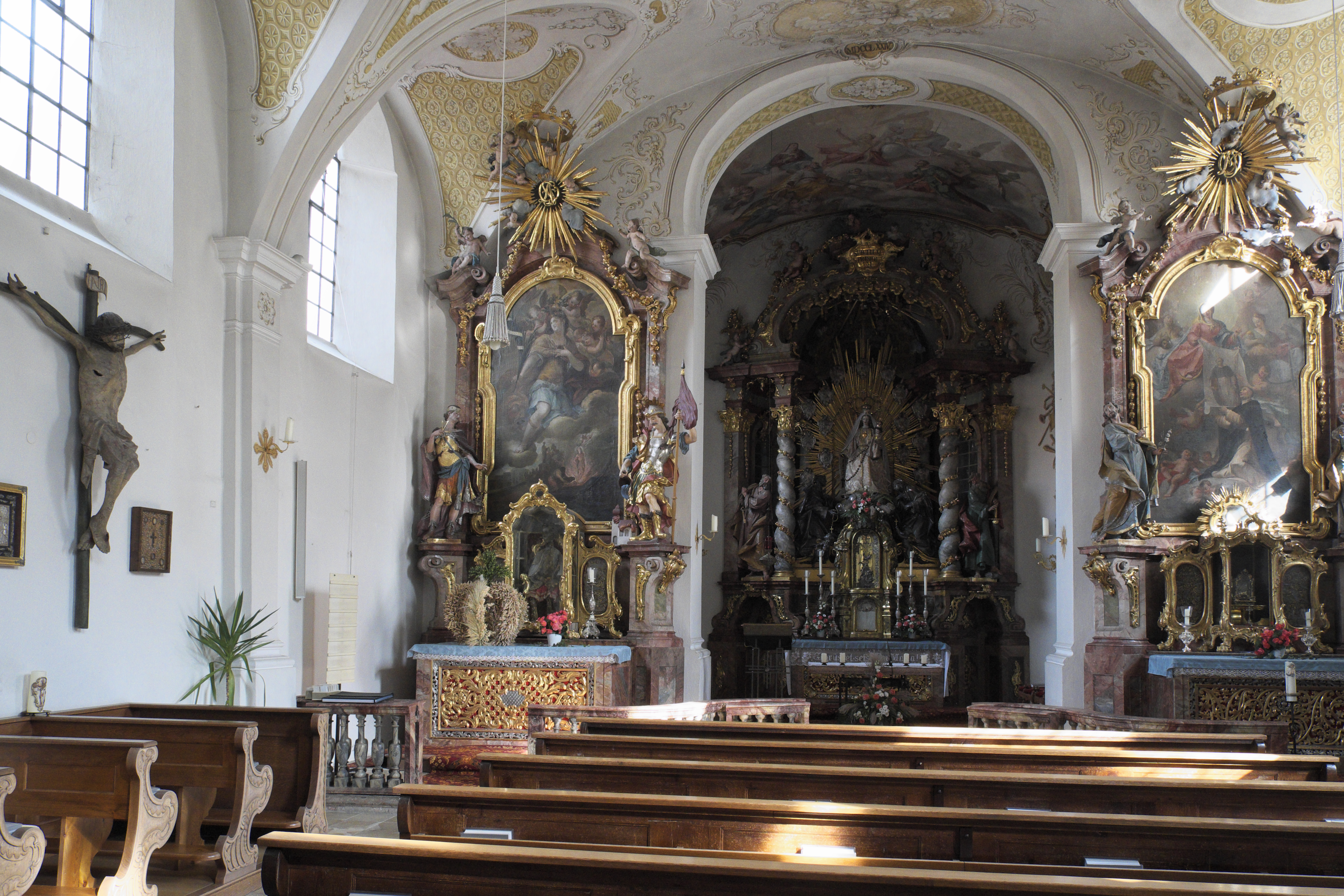
Innenraum

Der Eingang, ein schlichtes Rundbogenportal, befindet sich an der Südseite der Kirche. Auf der Westfassade ist ein gemauerter Dachreiter mit Zwiebelhaube aufgesetzt, der 1773 errichtet wurde und der den ursprünglich hölzernen Dachreiter ersetzte. Man betritt den Innenraum über eine niedrige Vorhalle, über der der Nonnenchor angelegt ist. Das einschiffige Langhaus ist mit einer flachen Stichkappentonne gedeckt und wird durch Pilaster und hohe Rundbogenfenster in drei Joche gegliedert. Der eingezogene Chor ist halbrund geschlossen.

## Annakapelle
An die Südseite des Chors ist die gotische Annakapelle, auch Kolumba- oder Kreuzgangkapelle genannt, angefügt. Sie wurde zu Beginn des 14. Jahrhunderts errichtet und ist mit einem auf Hornkonsolen aufliegenden Kreuzrippengewölbe gedeckt. Die Ausmalung mit figürlichen Szenen und Erläuterungen in Versform stammt von 1769 und wurde von Joseph Anton Schütz ausgeführt.

## Wand- und Deckenmalereien

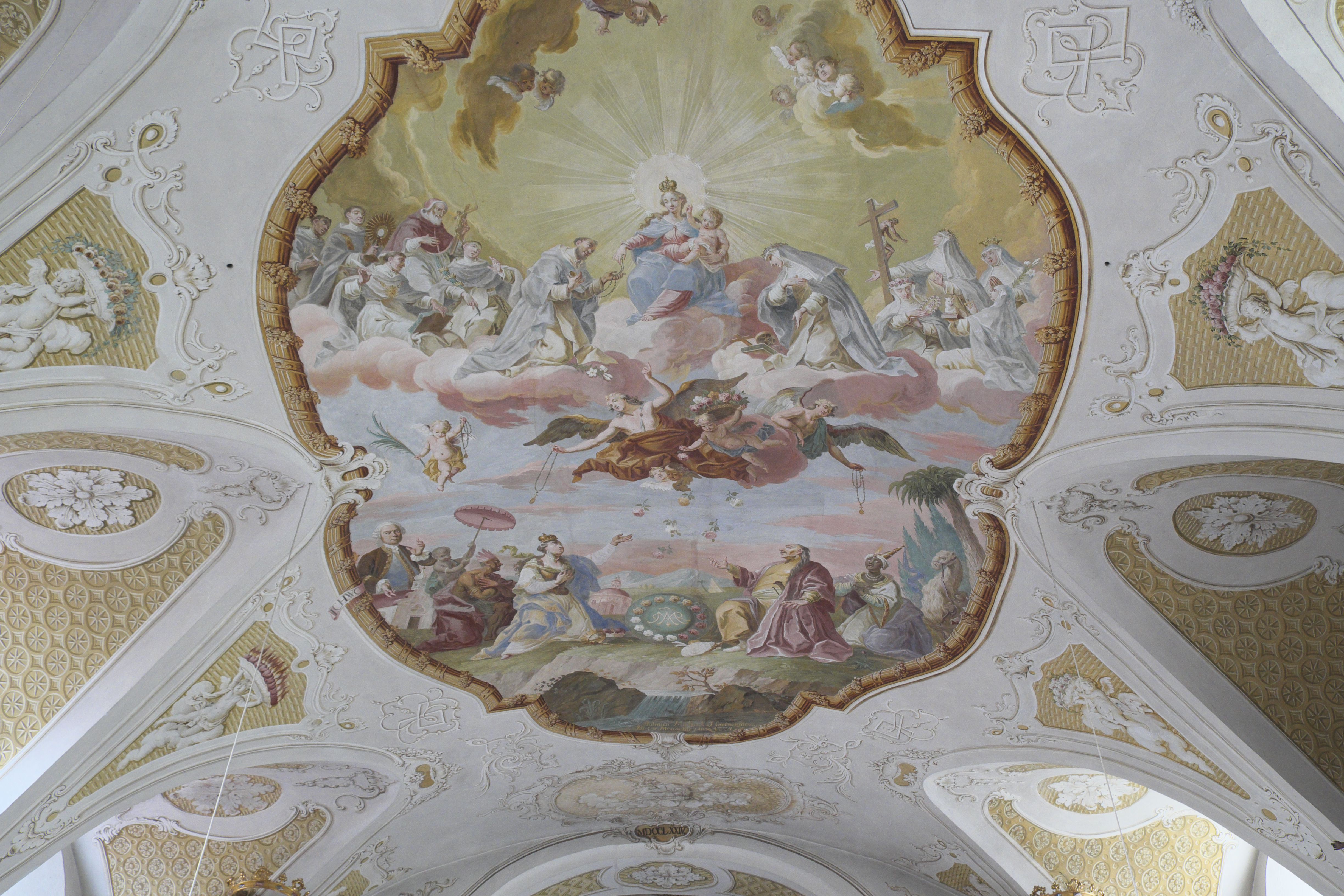
Deckenfresko im Langhaus

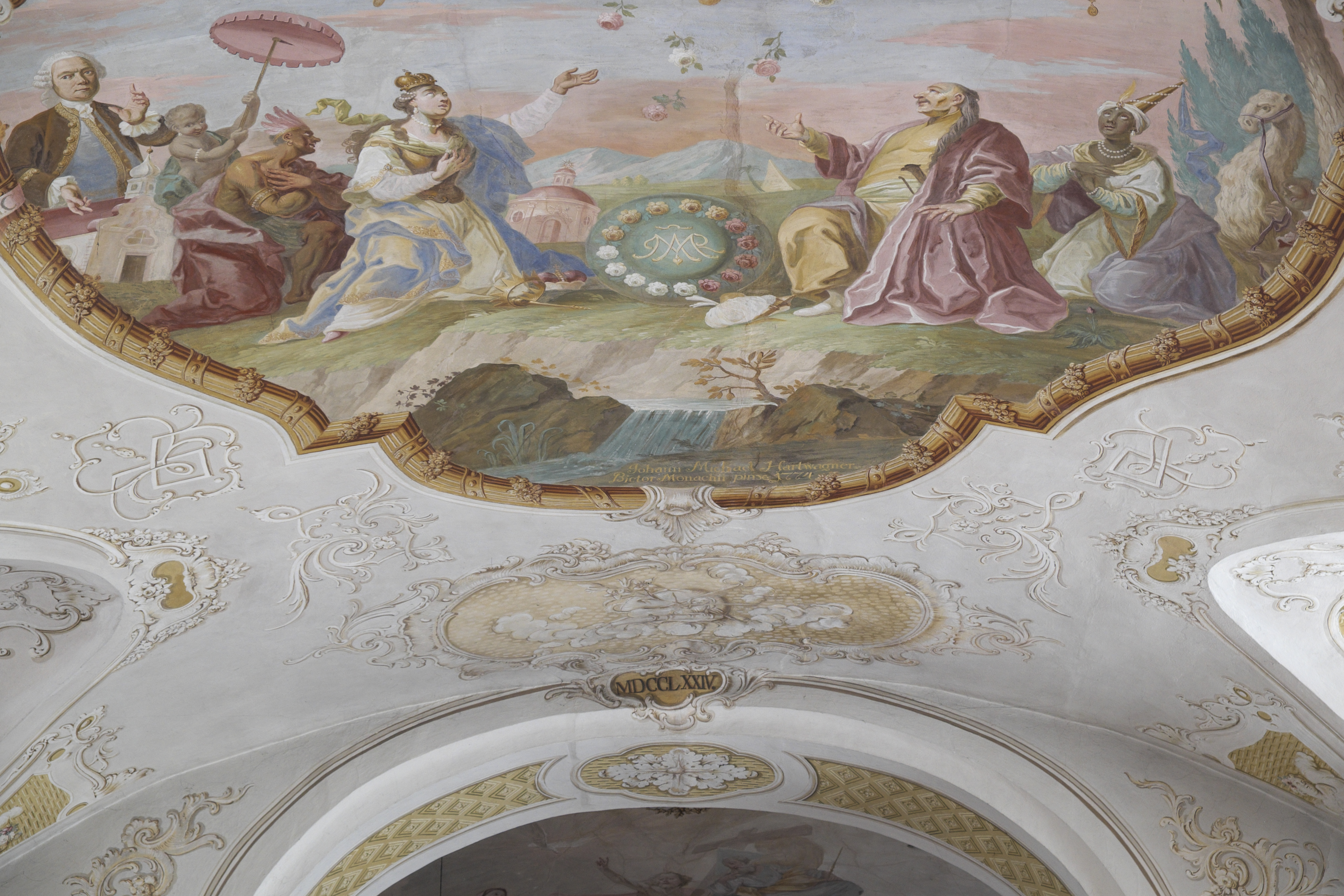
Signatur von Johann Michael Hartwagner

Das Chorfresko wurde um 1762 von Matthäus Günther gemalt und ist den Kirchenpatronen Petrus und Paulus gewidmet, die unter der Dreifaltigkeit knien. Das Langhausfresko von Johann Michael Hartwagner trägt die Signatur: „Johann Michael Hartwagner Bictor Monachii pinx. 1774“. Im Zentrum des Bildes steht die Verehrung Mariens als Rosenkranzkönigin. Zu ihren Füßen sind der heilige Dominikus und Katharina von Siena mit weiteren Heiligen des Dominikanerordens dargestellt. In der unteren Bildhälfte sind die Personifikationen der vier Erdteile zu sehen. Das Namensmonogramm J.C.H.W.C.C. (Johann Caspar Hepp wirklicher churfürstlicher Cammerdiener) weist die Figur am linken Bildrand als Stifter des Gemäldes aus.
Die großen Rosetten der Stichkappen, die Rocaillekartuschen und die Rahmen der Deckenbilder sind wie der gesamte Stuckdekor gemalte Imitationen.

## Ausstattung

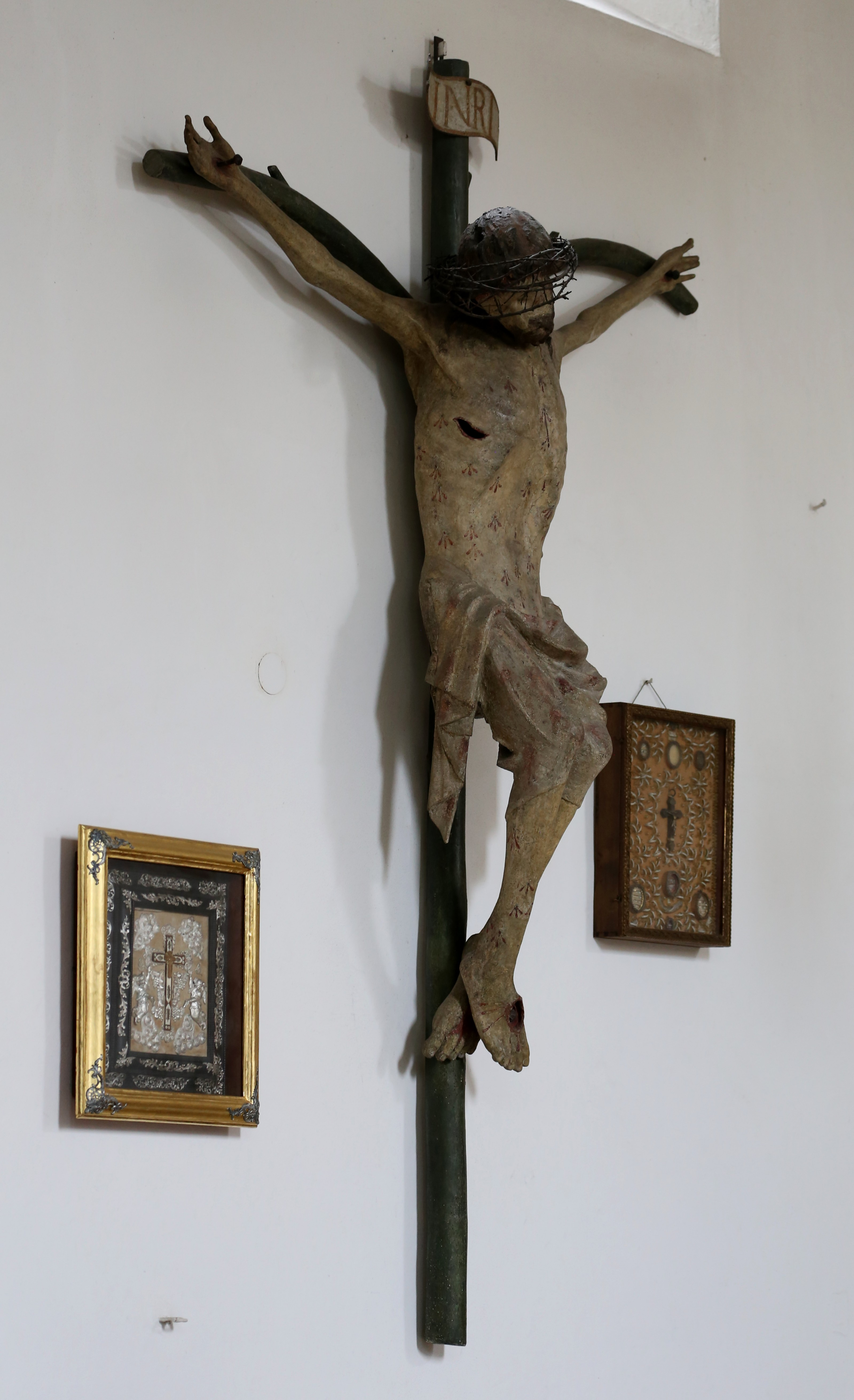
Mystikerkreuz

- Der Hochaltar wurde – wie die beiden Seitenaltäre – in den 1760er Jahren von Ignaz Günther geschaffen. In der Mitte des Altars thront eine Madonna mit Jesuskind im Strahlenkranz aus dem 17. Jahrhundert. Zu ihren Füßen knien, in Silber gefasst, der heilige Dominikus und die heilige Katharina von Siena, die Patrone des Dominikanerordens. Über den seitlichen Durchgängen stehen die Kirchenpatrone Petrus und Paulus.
- Der nördliche Seitenaltar ist dem römischen Märtyrer Claudius geweiht. Die Figur des heiligen Sebastian stammt von Ignaz Günther, die Figur des heiligen Florian ist eine spätere Kopie.
- Das Altarblatt des südlichen Seitenaltars mit der Darstellung des heiligen Dominikus wurde von Matthäus Günther gemalt. Die Assistenzfiguren, der heilige Joseph und die heilige Anna sind Arbeiten von Ignaz Günther.
- Auf der Mensa des südlichen Seitenaltars steht in einem Glasschrein das Gnadenbild des Altenhohenauer Jesulein, eine kleine Schnitzfigur des Jesuskindes mit dem Kreuz in der Hand aus der zweiten Hälfte des 18. Jahrhunderts.
- Die Kanzel ist eine Arbeit aus dem Jahr 1774. Auf dem Schalldeckel steht die Figur des dominikanischen Bußpredigers Vincent Ferrer, der auch als „Engel des Gerichts“ bezeichnet wird, worauf seine Flügel hinweisen. An der Kanzelrückwand ist der Apostel Paulus mit seinem Attribut, dem Schwert, dargestellt. Der linke Engel am Kanzelkorb hält ein Feuerschwert in der Hand als Symbol der Strafe, der rechte Engel hält einen Palmzweig, der den Gerechten als Lohn den Himmel verheißen soll.
- Unter der Kanzel ist die spätgotische Deckplatte aus Rotmarmor der Tumba des Kunz von Laiming († 1445) in die Wand eingelassen.
- An der Nordseite, der Kanzel gegenüber, hängt ein Gabelkreuz oder Mystikerkreuz aus dem 14. Jahrhundert. Das Gabelkreuz gilt als Symbol des Lebensbaumes.
- In einem gläsernen Schrein aus dem 18. Jahrhundert wird das sogenannte Kolumba-Jesulein aufbewahrt, eine gotische Schnitzfigur aus dem frühen 15. Jahrhundert, die dem Meister von Seeon zugeschrieben wird.[2] Die Figur ist benannt nach der Mystikerin Kolumba Weigl (1713–1783), die von 1774 bis 1777 Priorin des Klosters von Altenhohenau war und die das Jesuskind besonders verehrte.[3]

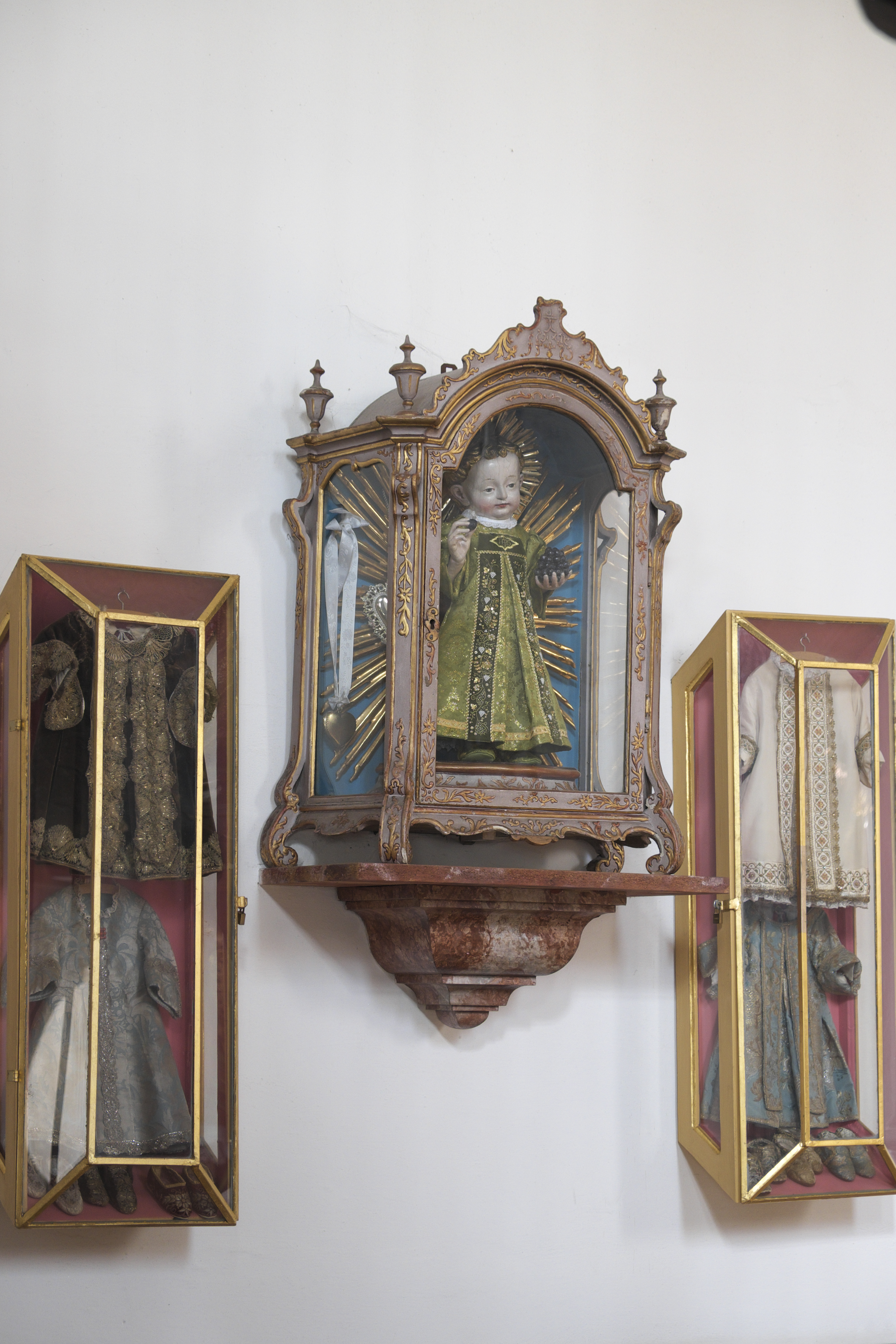
Kolumba-Jesulein
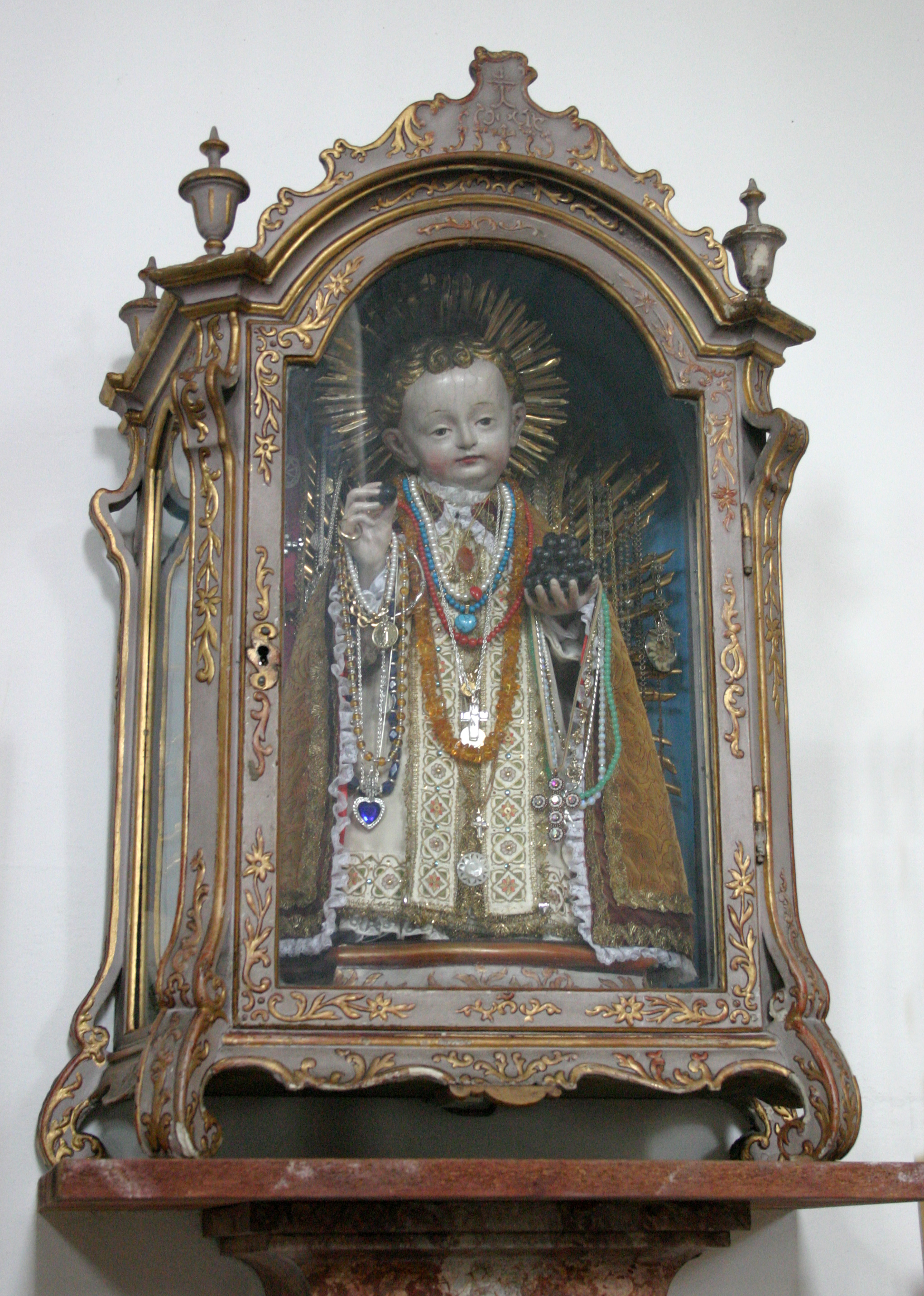
Kolumba-Jesulein
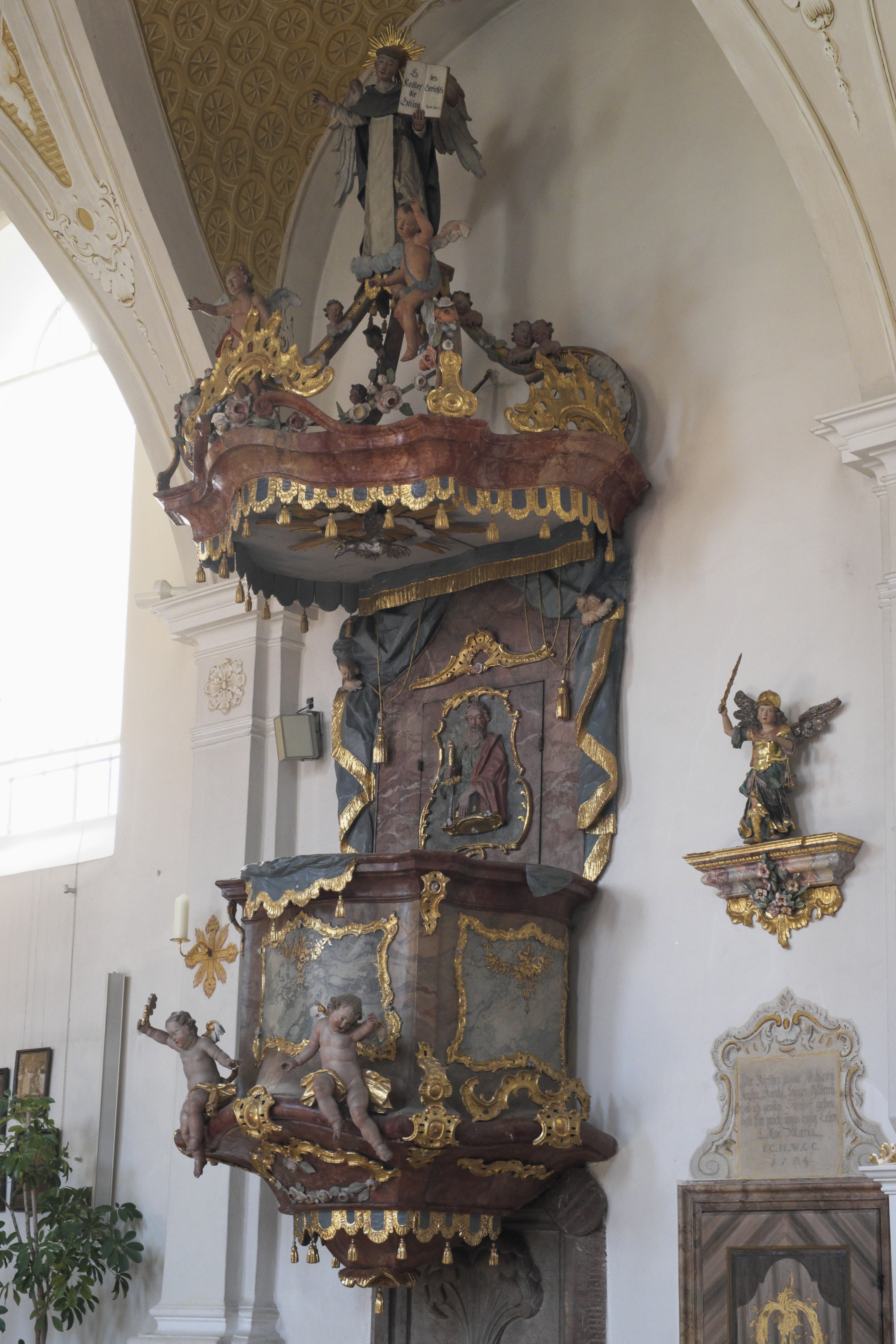
Kanzel
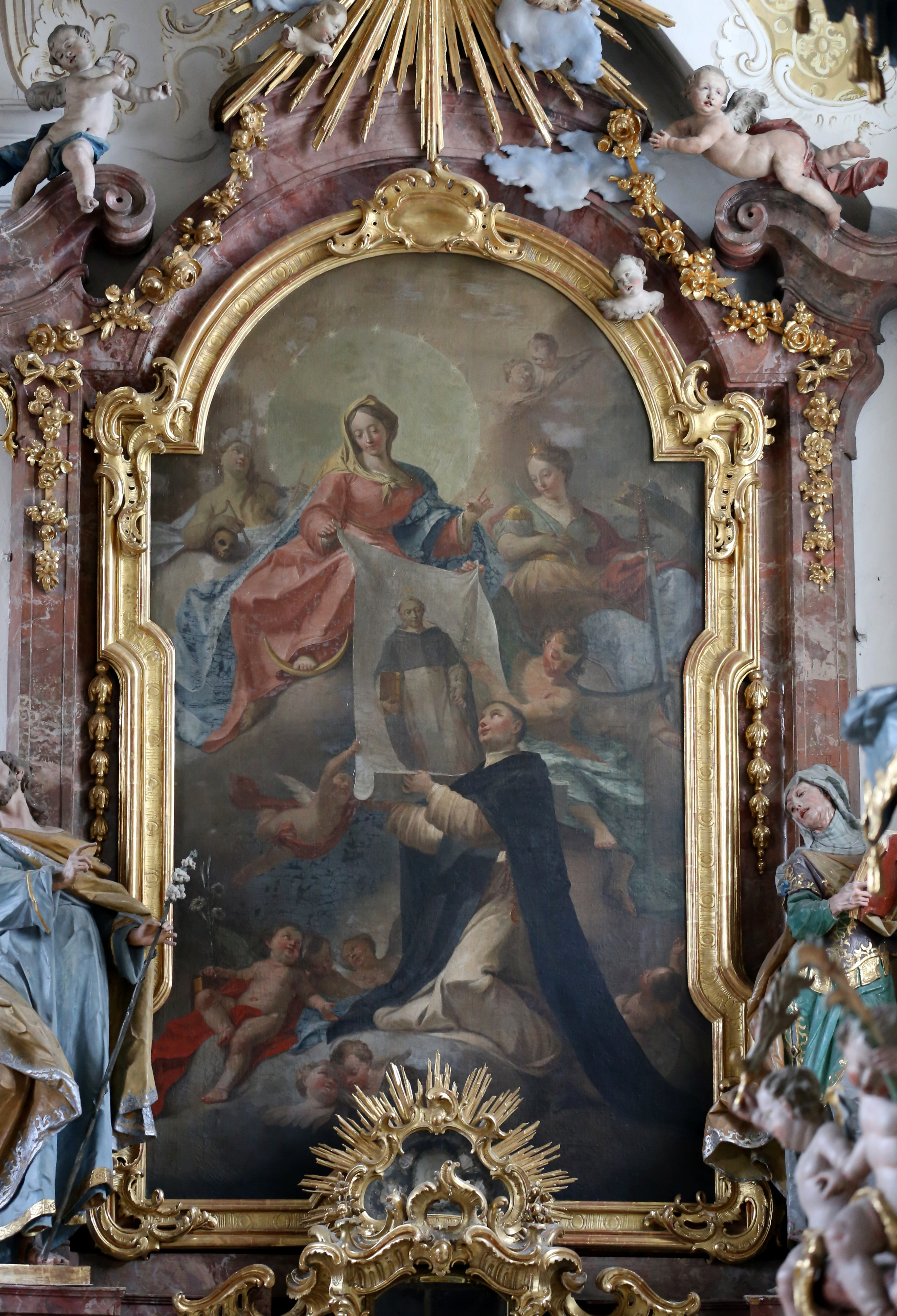
Südlicher Seitenaltar
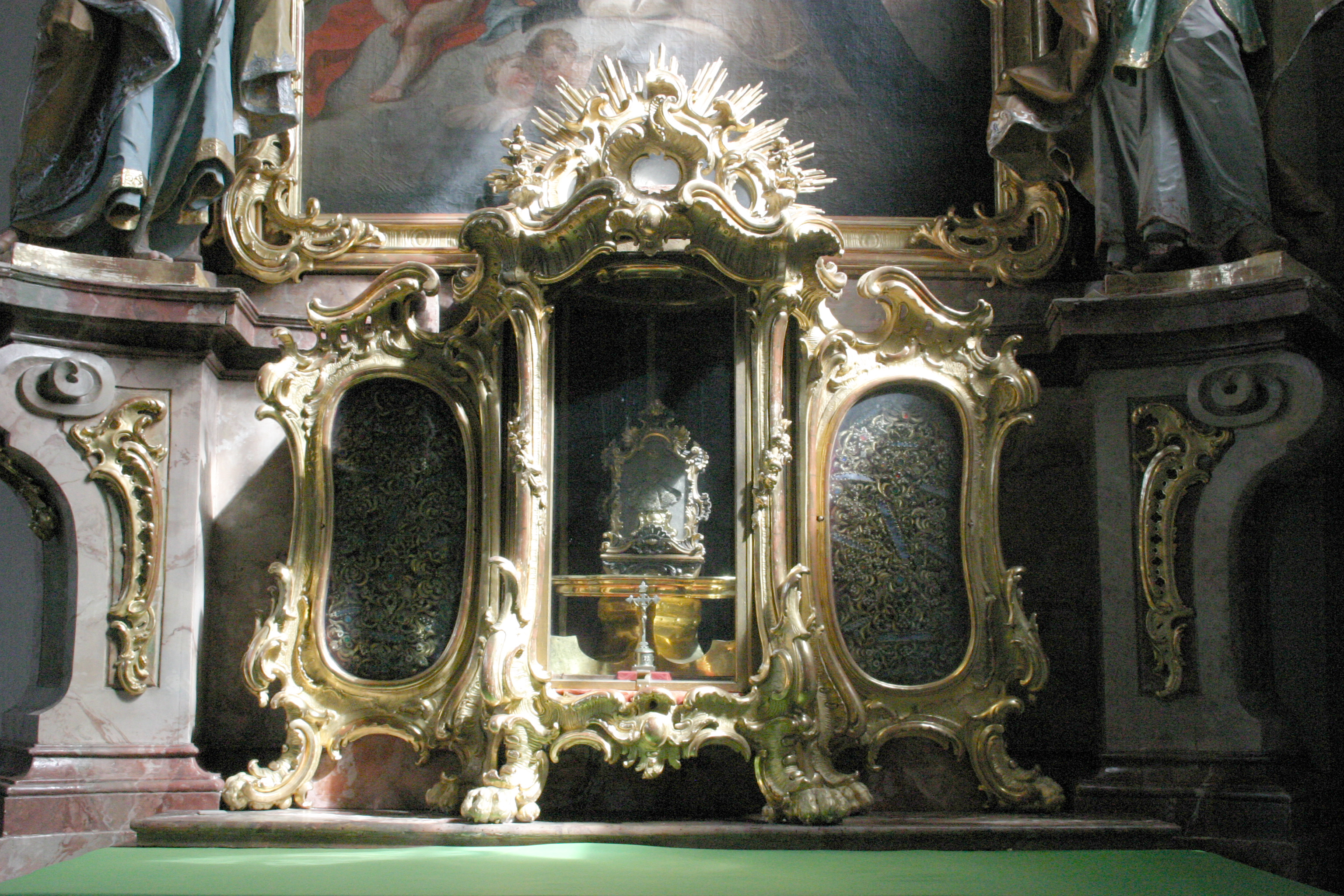
Tabernakel
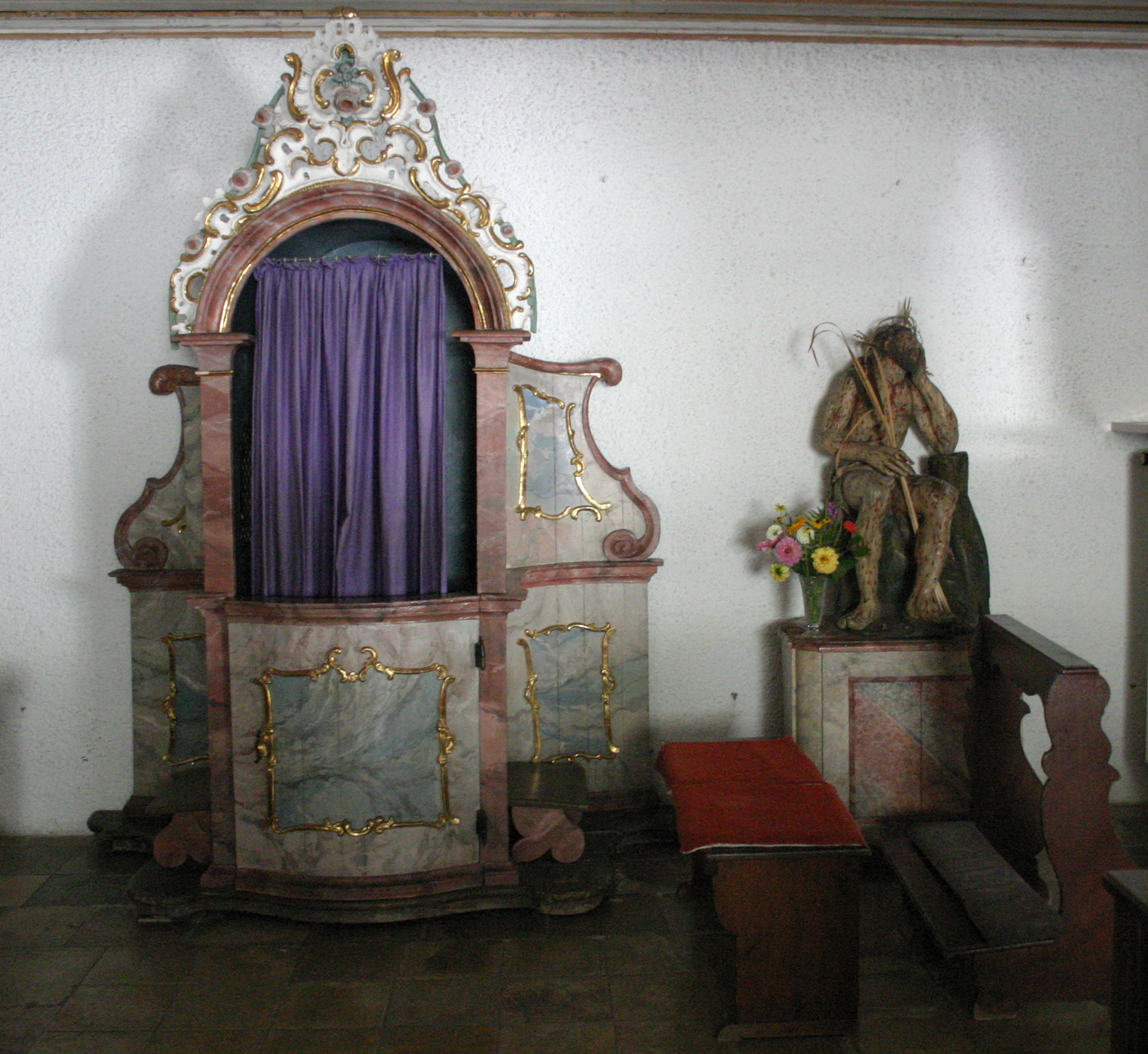
Beichtstuhl